# Plectris setulifera
Plectris setulifera är en skalbaggsart som beskrevs av Moser 1919. Plectris setulifera ingår i släktet Plectris och familjen Melolonthidae. Inga underarter finns listade i Catalogue of Life.